# Fernando Meneses
Fernando Andrés Meneses Cornejo (Lontué, 27 de agosto de 1985) é um futebolista chileno que joga como meia na Alianza Lima.

## Carreira
Formado nas categorias de base do Colo-Colo, subiu para o time profissional em 2004. Foi campeão do Campeonato Chileno (Apertura) em 2006. Nesse mesmo ano foi emprestado ao O'Higgins, onde ficou até o meio de 2007, quando foi emprestado ao Cobreloa. No Cobreloa, Meneses junto com Leandro Delgado e Felipe Flores, deixaram o clube no meio do campeonato por indisciplina. Os três abandonaram o hotel aonde o time estava concentrado para irem a uma festa. Na temporada de 2008, foi emprestado ao Universidad de Concepción. Voltou para o O'Higgins em 2009, novamente por empréstimo. Em 2010, acertou com a Universidad Católica onde foi campeão do Campeonato Chileno de 2010 e da Copa Chile de 2011. Acertou com o Alianza Lima em 2012. Em 2019 acertou a custo zero sua ida ao Club de Deportes Melipilla

## Seleção Chilena
Foi convocado pela Seleção Chilena Sub-20 para a disputa do Campeonato Mundial Sub-20 de 2005. Participou do Torneio Internacional de Toulon de 2008, mesmo ano em que foi convocado pela primeira vez pela Seleção Chilena.

## Títulos
Colo-Colo
- Campeonato Chileno (Apertura): 2006

Universidad Católica
- Campeonato Chileno: 2010
- Copa Chile: 2011